# Милютин, Михаил (иконописец)
Михаил Иванов Милютин (упомин. в 1670—1690) — русский художник конца XVII века. Один из наиболее даровитых учеников Симона Ушакова.

## Биография
Михаил Милютин родился в семье священника церкви Иоанна Предтечи у Никитских ворот. Первоначально был у государевых дел в кормовых иконописцах меньшей статьи. 14 (24) апреля 1670 года поступил к Симону Ушакову, который был очень доволен новым учеником и на первых же порах дал ему очень лестную аттестацию: по словам мастера, «ученик его Мишка иконное художество пишет святых лиц воображение лучше его прежняго ученика Василья, и впредь он будет великому господарю прочен». 20 (30) апреля 1670 года Милютину было назначено жалованье против ученика живописных дел Григория Грызлова, но так как оно вдвое было меньше оклада другого ученика Ушакова — Василия, на место которого был определён Милютин, то через месяц последний попросил о прибавке содержания. Просьба была удовлетворена, и Милютин стал получать по два алтына в день.
Начиная с первой половины 1680-х годов, художник получил множество заказов от представителей правящей династии. Так, в 1674 году он написал икону Иверской Богоматери в хоромы к царице Наталье Кирилловне; в октябре и декабре 1675 года появились ещё две Иверских иконы, для царицы и царевича Фёдора Алексеевича, а в июле 1677 года — «образ святых девяти мучеников, иже в Хижице, к великому государю в хоромы». В этот же период художнику неоднократно поручалась раскраска игрушечных луков для юных царевичей. Во второй половине 1670-х — начале 1680-х годов Милютин принимал участие в реставрационных работах в Верхоспасском соборе (1676), «чинил» иконы из государевой Мастерской палаты (1676) и из хором Петра и Ивана Алексеевичей (1682).
В 1684 году Милютин написал четыре местные иконы для придворной Петропавловской церкви. По окончании этой работы последовало большое количество заказов от царевен Софии и Екатерины. В 1687 году художник был взят из Оружейной палаты в Посольский приказ. В мае — сентябре следующего года он вместе с Георгием Терентьевым, Спиридоном Григорьевым, Фёдором Няниным, Тимофеем Резанцевым, Михаилом Матвеевым, Семёном Амеллофьевым и Иваном Аникиевым писал иконы для церкви царевича Иоасафа в Измайлове, а летом 1688 года работал в соборном храме Петровского монастыря в сотрудничестве со Спиридоном Григорьевым, Тихоном Филатьевым и учениками.
В 1689 году Милютин подал царям Ивану и Петру Алексеевичам челобитную, где сообщал, что ещё четыре года назад «погорел и разорился в конец без остатку», однако улучшить свои жилищные условия не может до сих пор. Челобитная не осталась без ответа: 22 мая (1 июня) 1689 года художнику было выдано жалованье на год вперёд. Последнее упоминание о Михаиле Милютине относится к 1690 году, когда мастер был уволен из Оружейной палаты по сокращению штатов.

## Творчество
В работах Михаила Милютина ясно прослеживаются приёмы «фряжского письма»: лики выполнены в светотеневой манере, тела объёмны, соблюдаются законы перспективы.

## Основные работы
- «Архидьякон Стефан» (1676—1677, ГМЗМК).
- «Богоматерь Новоникитская» (1677—1678, ГМЗМК), при участии Симона Ушакова.
- «Распятие» (1680—1681, МЗМК).
- «Фёдор Стратилат и мученица Агафья» (1681 (?), ГИМ).
- «Собор 12 апостолов» (1682, ГМЗМК).
- «Иоанн Предтеча» (1686 (?), ГИМ), из деисуса.
- «Богоматерь Смоленская» (1687, МНДМ).
- «Воскресение — Сошествие во ад» (1687 (?), Берлинский музей византийского искусства).
- «Митрополит Алексий» (1687—1688 (?), ГРМ).

## Галерея

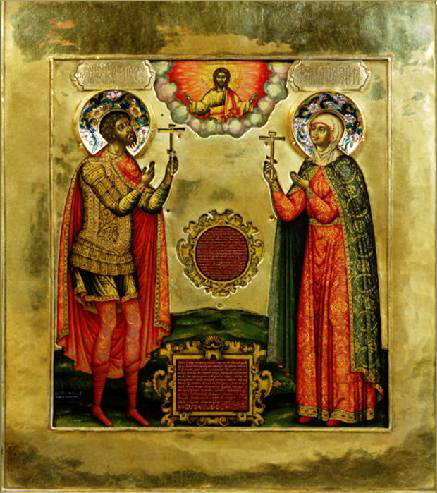
«Фёдор Стратилат и мученица Агафья»
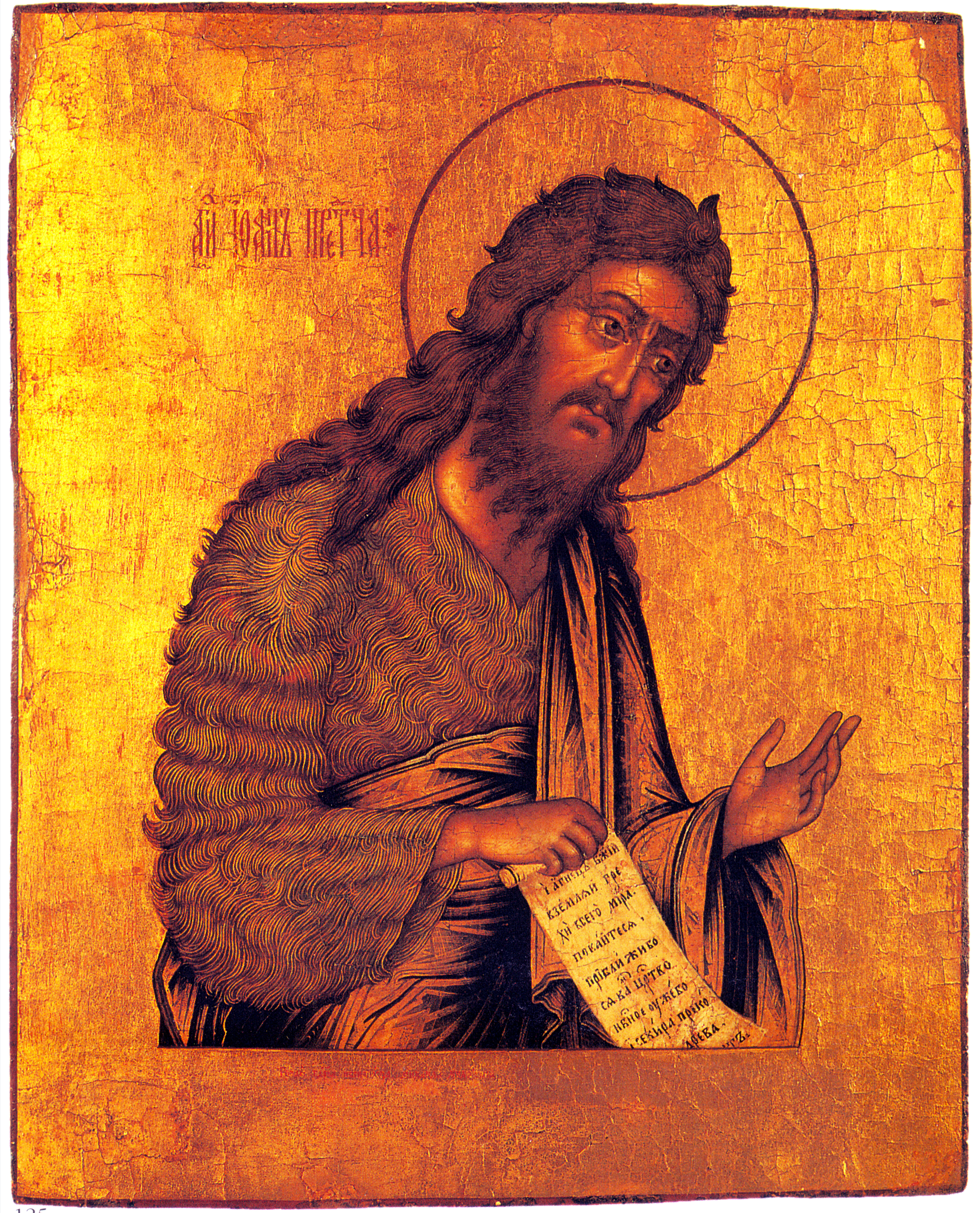
«Иоанн Предтеча»